# Michel Simon
Michel Simon, właściwie François Joseph Simon (ur. 9 kwietnia 1895 w Genewie, zm. 30 maja 1975 w Bry-sur-Marne, departament Dolina Marny) – szwajcarski aktor, ojciec innego aktora - François Simona. Ojcem Michela był, wyznania protestanckiego, sprzedawca wędlin w Genewie.

## Początki
„Nieszczęścia zawsze chodzą parami” - często żartobliwie powtarzał Michel Simon nawiązując do faktu, iż urodził się w tym samym roku, w którym powstał kinematograf. 
Już w młodym wieku, Michel zrezygnował ze szkoły oraz odwrócił się od swojej rodziny, aby zamieszkać w Paryżu. Nocował tam w Hotelu Renaissance, a następnie w Montmartre. Zarabiał na życie wykonując wiele zawodów (np. dając lekcje boksu, czy też nielegalnie sprzedając przemycane zapalniczki). Znany był również z tego, że czytał z wielkim zaangażowaniem wszelkie książki do jakich miał dostęp, a w szczególności dzieła Georges’a Courteline'a.
Jego pierwsze występy były dosyć skromne, zaczynał jako klown i akrobata w przedstawieniu tanecznym zwanym „Ribert's and Simon’s”, oraz jako kuglarz.
Wraz z początkiem I wojny światowej, wrócił do Szwajcarii z powodu powołania go do wojska. Jednakże okazał się niezdyscyplinowanym żołnierzem, co było powodem częstych aresztowań. Miały one bardzo zły wpływ na jego zdrowie, dlatego też został umieszczony w szpitalu.
W 1915 roku, w trakcie przepustki, był świadkiem pierwszych aktorskich występów Georges’a Pitoëffa w sztuce Hedda Gable Henryka Ibsena, w genewskim Teatrze Komedii. Tamtego dnia postanowił również zostać aktorem. Jego cel spełnił się w październiku 1920 roku, kiedy po raz pierwszy pojawił się na deskach teatralnych, wraz z grupą teatralną Pitoëffa, wypowiadając trzy kwestie w szekspirowskiej komedii Miarka za miarkę. W tym samym czasie zajmował się również fotografią.
Na początku 1922 roku jego grupa zostaje przyłączona do Théâtre des Champs Élysées.

## Lata późniejsze

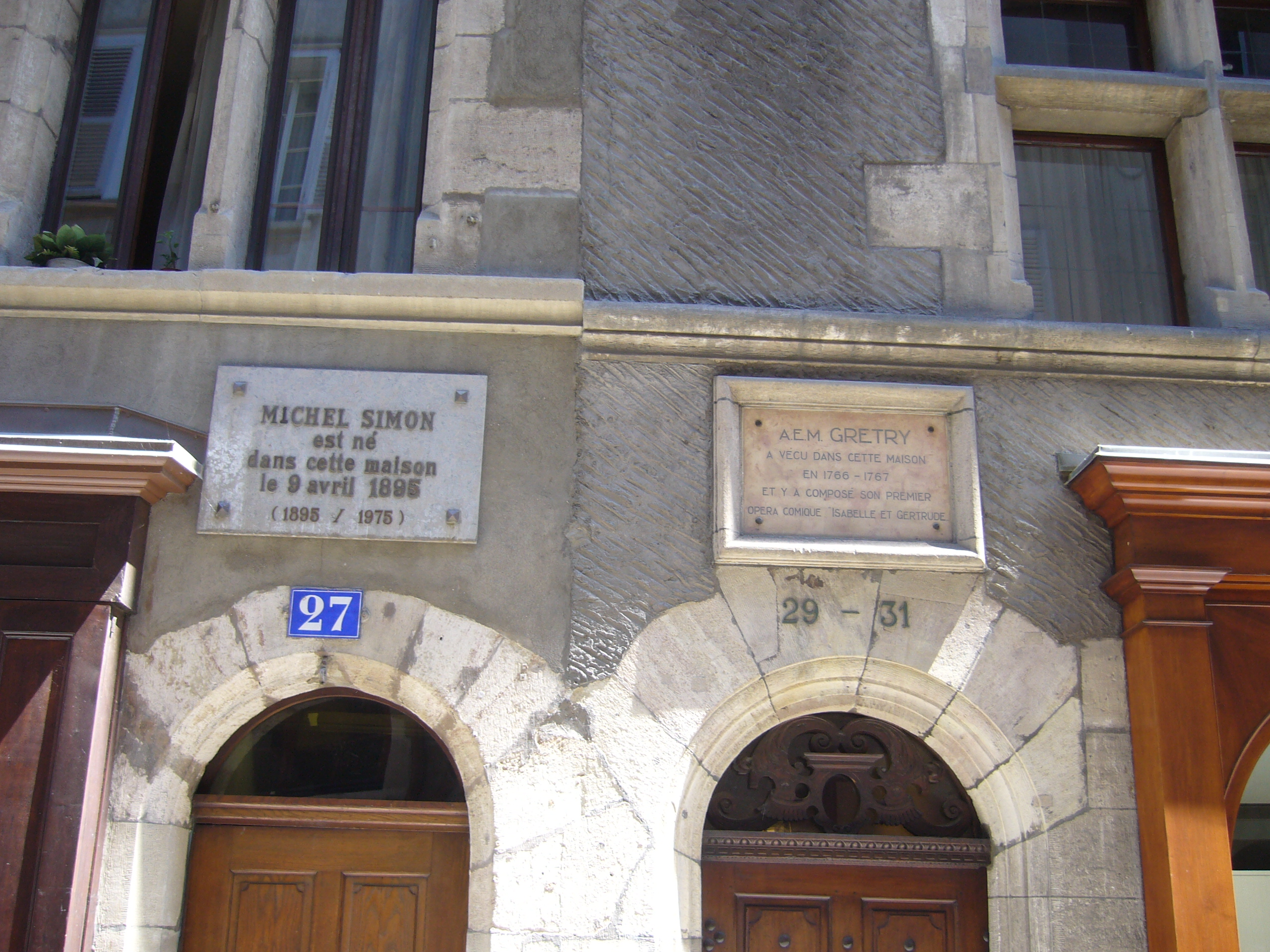
Miejsce narodzin Michela Simona w Genewie

W następnym roku opuścił paryski teatr, by grać w lekkich komediach, wodewilach Tristana Bernarda, Yves’a Mirande’a czy też Marcela Acharda. To właśnie Marcel Achard przedstawił go Charlesowi Dullinowi, z którym później występował w sztuce Je ne vous aime pas. W tym samym czasie grał również w musicalach komediowych napisanych przez Alberta Willemetza.
Rozpoczął następnie współpracę z Louisem Jouvetem, który zastąpił Pitoëffa w Théâtre des Champs-Élysées. 18 kwietnia 1929 roku u boku Jouveta Michel Simon zagrał w sztuce Jean de la lune, w której zaprezentował się z bardzo dobrej strony. Wykorzystując swój niezrównany talent, przekształcił drugoplanową rolę w główną atrakcję przedstawienia. 
Od tamtego przedstawienia zaczęła się prawdziwa kariera teatralna Michela Simona, który odnosił coraz większe sukcesy grając między innymi w sztukach Bernarda Shawa, Luigi Parandellego, Oscara Wilde’a, Maksima Gorkiego, czy też Henriego Bernsteina. Jednakże to kino przysporzyło mu największą popularność.
Na kinownym ekranie zadebiutował w 1925 roku, grając w filmie Feu Mathias Pascal.
W niemym kinie wyróżniał go zwłaszcza oryginalny wygląd oraz osobliwa twarz o niezwykłej mimice, dzięki której potrafił wyrażać najważniejsze cechy bohaterów, których grał.
Jednakże jego prawdziwa kariera filmowa rozpoczęła się, gdy zrozumiano, że aktor posiada nie tylko wyjątkowy wygląd oraz talent aktorski, ale również wyjątkową barwę głosu. Od tamtej chwili, Michela Simon stał się „niezastąpionym” aktorem potrafiącym zagrać każdą rolę. Bardzo szybko szczególnie wyróżnił się w komedii.
Od 1920 do 1965 roku zagrał w 55 sztukach, a od 1965 do 1975 w 101 sztukach.
Michel Simon umarł 30 maja 1975 roku. Aktor, wedle swojej ostatniej woli, spoczywa na cmentarzu Grand-Lancy w kantonie Genewa, obok swoich rodziców.

## Podwójne życie
- Michel Simon był wielkim przyjacielem zwierząt, a zwłaszcza ptaków.
- Aktor był również wielkim amatorem pornografii. Posiadał bardzo dużą kolekcję przedmiotów, zdjęć oraz filmów pornograficznych, które zostały rozproszone po jego śmierci.

## Filmografia
- 1928 Męczeństwo Joanny d’Arc (La Passion de Jeanne d’Arc)
- 1931 On purge bébé
- 1931 Suka (La Chienne)
- 1932 Boudu z wód uratowany (Boudu sauvé des eaux)
- 1934 Atalanta (L'Atalante)
- 1936 Razumov: Sous les yeux d'occident
- 1937 Śmieszny dramat (Drôle de drame)
- 1938 Porwanie w Saint-Agil (Les Disparus de Saint-Agil)
- 1939 Ludzie za mgłą (Quai des Brumes)
- 1939 Fric-Frac
- 1940 Muzykanci nieba (Les Musiciens du ciel)
- 1940 Komedia szczęścia (La Comédie du bonheur)
- 1941 Tosca
- 1946 Panique
- 1947 Kochankowie na moście (Les Amants du pont Saint-Jean)
- 1949 Fabiola
- 1950 Urok szatana (La Beauté du diable)
- 1951 Trucizna (La Poison)
- 1953 Dziwne życzenie pana Barda (L'Étrange Désir de monsieur Bard)
- 1955 Niemożliwy pan Pipelet (L'Impossible Monsieur Pipelet)
- 1960 Pierrot la tendresse
- 1962 Diabelskie sztuczki (Le Diable et les Dix Commandements)
- 1964 Pociąg
- 1971 Blanche
- 1972 La plus belle soirée de ma vie
- 1975 L'ibis rouge